# Ourselves
Ourselves è un album discografico in studio del gruppo musicale punk rock statunitense 7 Seconds, pubblicato nel 1988.

## Tracce
1. Escape and Run – 2:52
2. Far Away Friends – 2:41
3. Save Ourselves – 3:07
4. If I Abide – 3:23
5. Wish I Could Help – 2:27
6. Sleep – 3:35
7. Sister – 2:04
8. Middleground – 4:28
9. When One Falls – 3:30
10. Some Sort of Balance – 2:49
11. Seven Years – 4:06

## Formazione
- Kevin Seconds - voce
- Bob Adams - chitarra, voce
- Troy Mowat - batteria
- Steve Youth - basso, piano